# Szpitalnicy
Szpitalnicy, zakony szpitalne – ogólna nazwa odnosząca się do zakonów i zgromadzeń zakonnych stawiających sobie za cel niesienie pomocy chorym oraz sprawowanie działalności charytatywnej.
Najczęściej odnosi się do dwóch zakonów rycerskich wywodzących się z założonego w 1098 w Ziemi Świętej przez Gerarda Tonque'a: joannitów i lazarytów.
Dotyczy także innych zakonów prowadzących szpitale i opiekujących się chorymi, np. bożogrobców, bonifratrów, duchaków i kamilianów.